# Bernadí de Siena
Bernadí de Siena (Massa Marittima, Toscana, 1380 - L'Aquila, Abruços, 20 de maig de 1444) va ser un frare franciscà, considerat el més gran orador del seu temps. És venerat per l'Església Catòlica com a sant; la seva festivitat se celebra el 20 de maig.
Fill d'una família noble de Siena, els Albizzeschi, es consagrà al servei dels malalts; va tenir un paper important en la seva cura durant la pesta que assolà la ciutat el 1400. Ingressà a l'orde dels franciscans de l'estricta observança, del qual en va esdevenir vicari general i el reformà per fer-lo tornar a l'esperit primitiu.

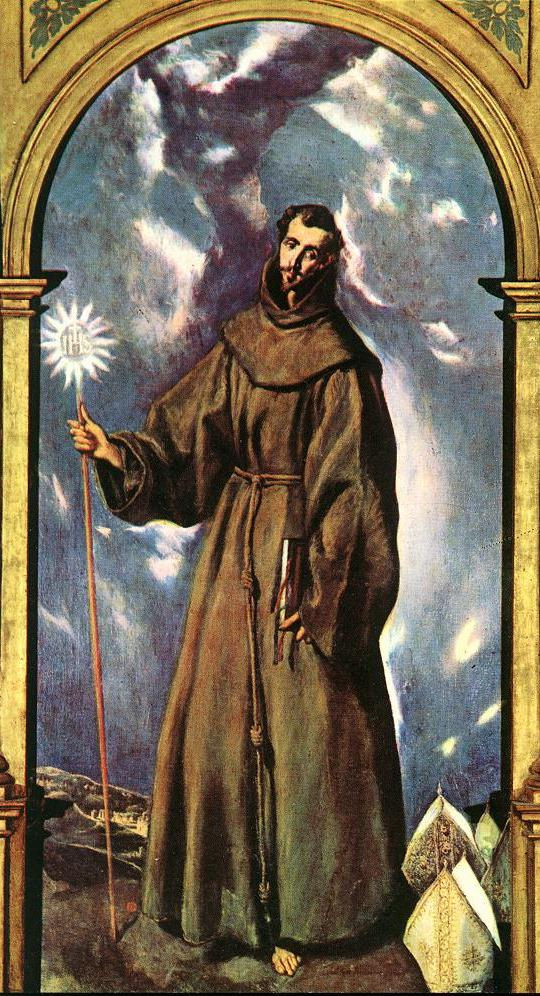
Quadre d'El Greco (Toledo, Casa del Greco)
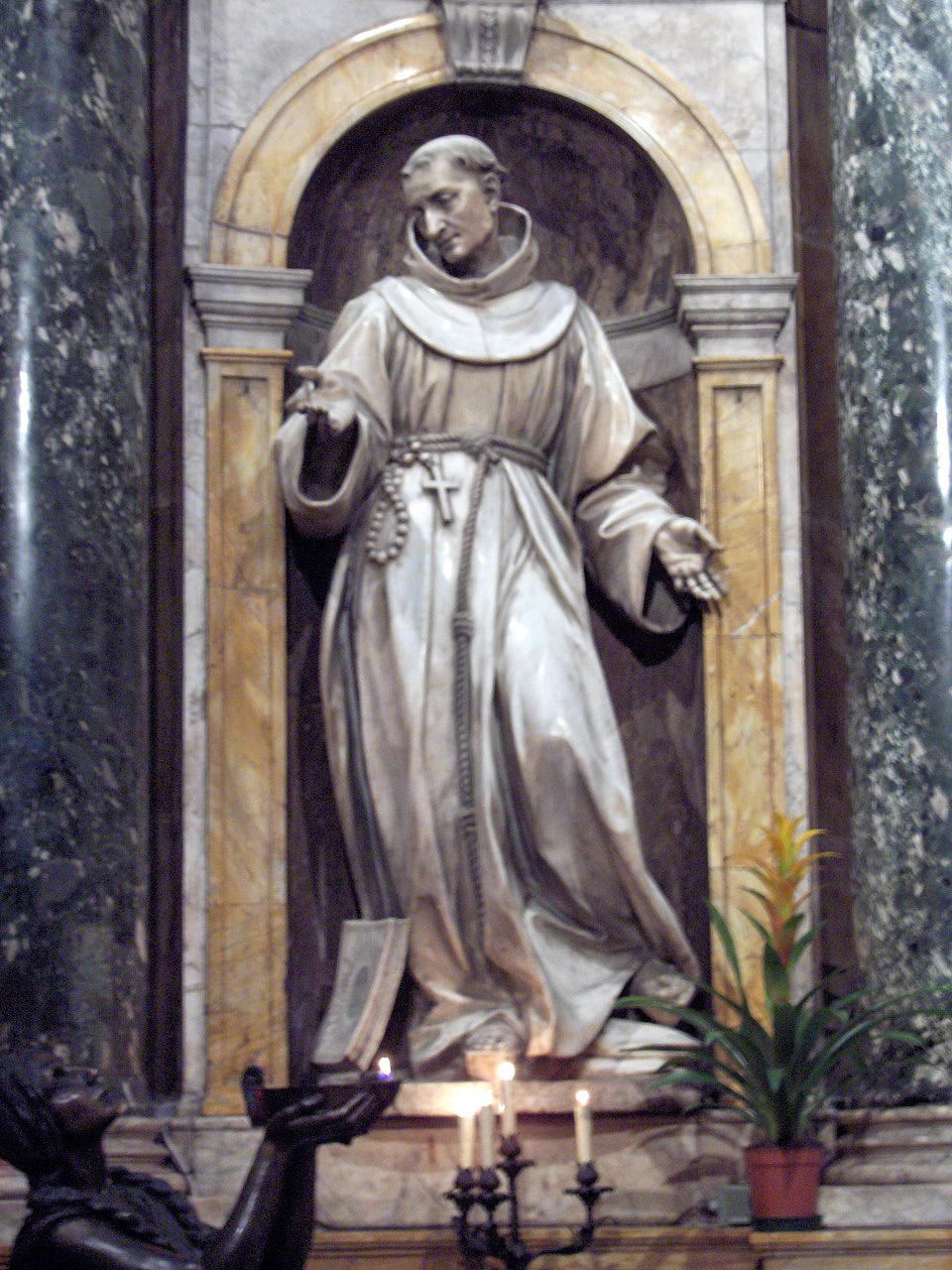
Estàtua per Antonio Raggi (Capella del Vot, Duomo de Siena)
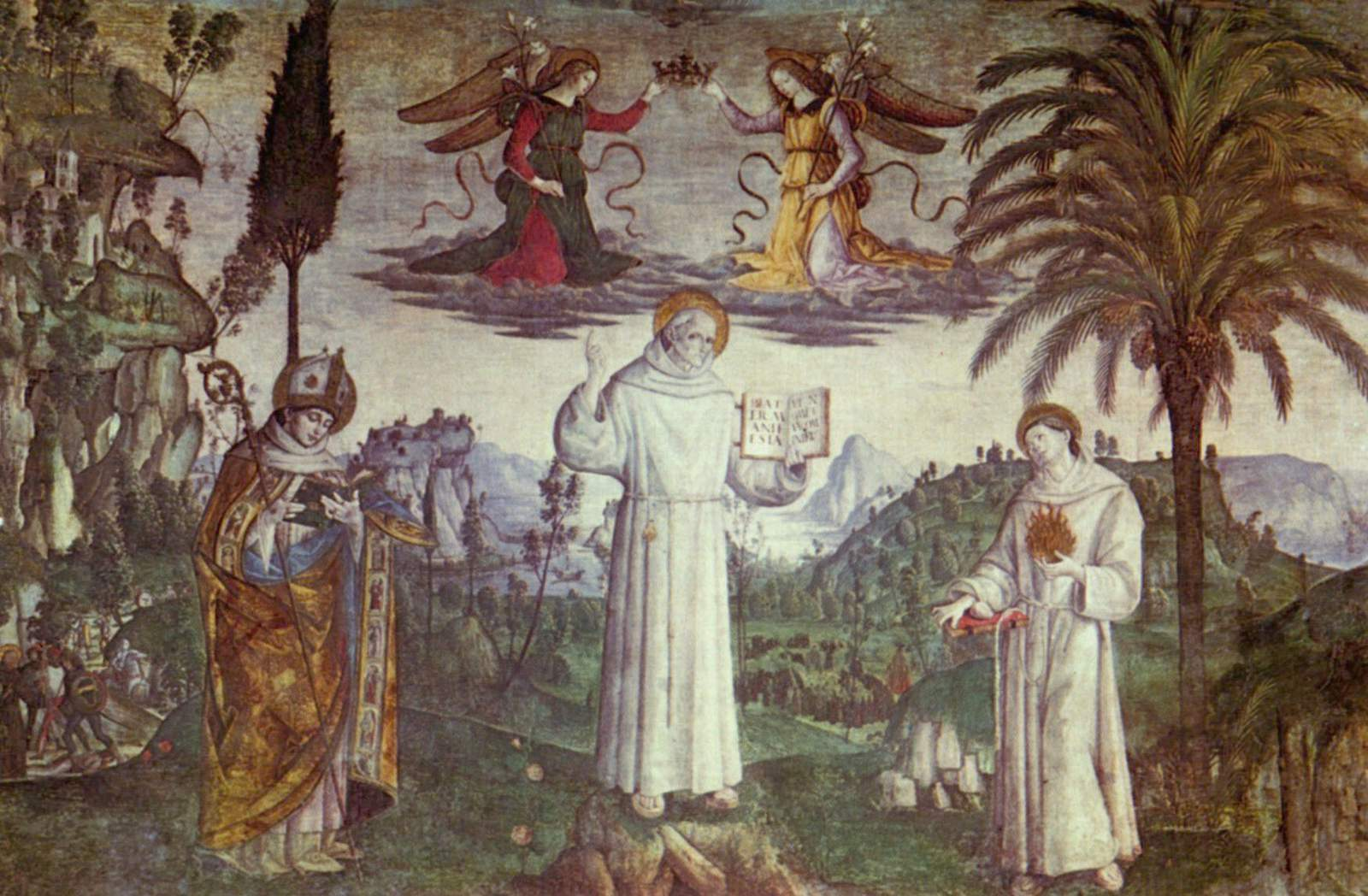
St. Bernadí entre dos sants, per Pinturicchio (Santa Maria in Aracoeli, Roma)
Sancti Bernardini Senensis Opera omnia, 1745
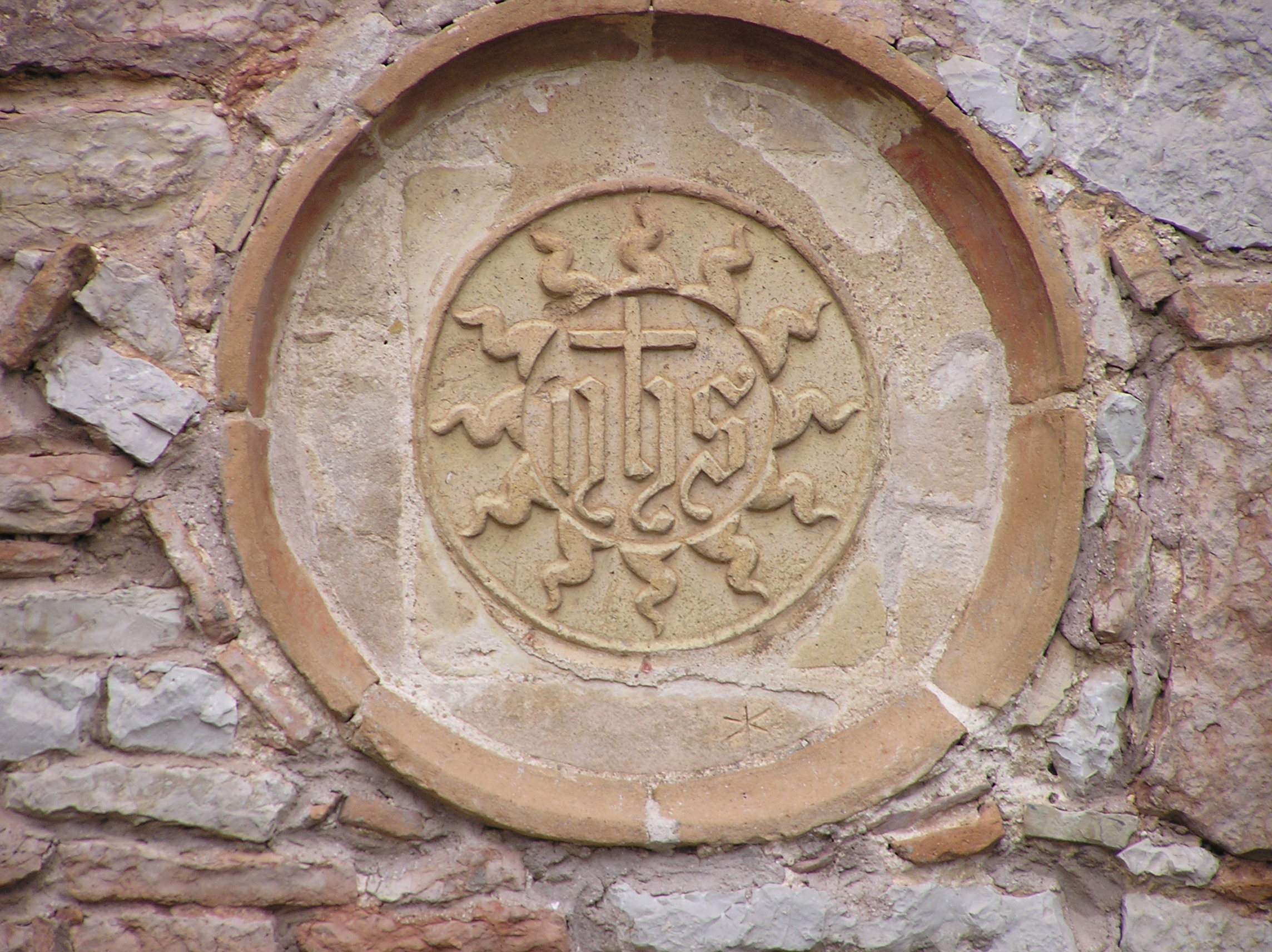
Crismó de Sant Bernadí a l'Eremo delle carceri (Assís)

De gran humilitat, va refusar fins a tres bisbats. En predicar, Bernadí mostrava a la gent un panell on hi havia pintat el monograma de Crist "IHS" (Iesus Hominum Salvator: Jesús, dels homes salvador) en un cercle blau (la humanitat) amb dotze raigs daurats, com un sol, com a símbol de Crist il·luminant la humanitat.

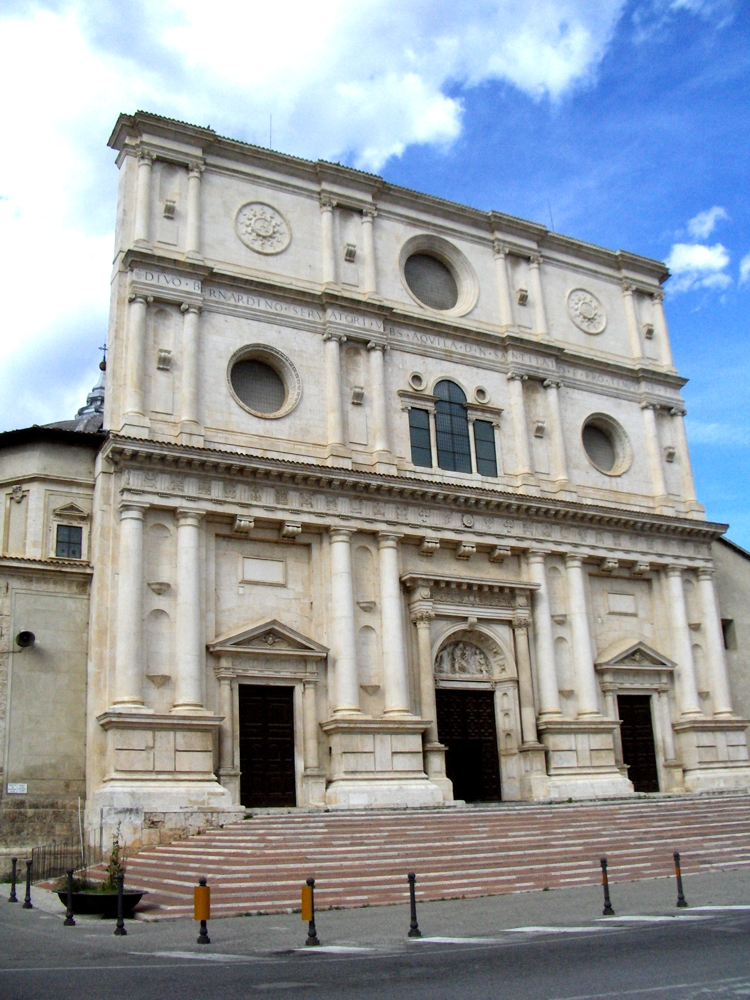
Basílica de Sant Bernadí, L'Aquila
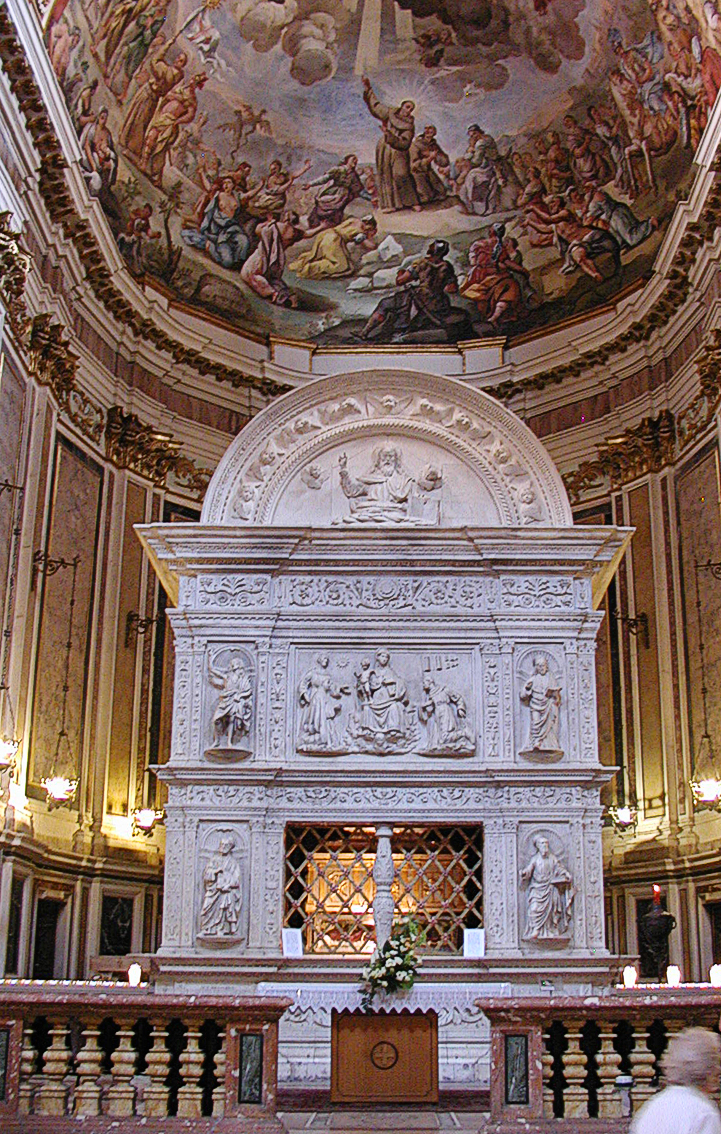
Sepulcre del sant, obra del taller de Silvestro dell'Aquila, 1505

## Iconografia
Obresː
- Retaule de Sant Bernardí i l'Àngel Custodi, de Jaume Huguet (segle xv, Museu Catedralici de Barcelona)
- Tríptic Spiridon (segle xv, Museu d'art Jacint Rigau, Perpinyà)
- Retaule de sant Bernardí (s. XVIII, Catedral de Barcelona)